# Осокорки
Осокорки́ (укр. Осокорки́) — жилой массив в Киеве, расположенный на юго-востоке города, в его левобережной части. Простирается между рекой Днепр, проспектом Николая Бажана и озером Вырлица. В настоящее время сооружен лишь массив Северные Осокорки, в будущем планируется сооружение массивов Центральные и Южные Осокорки к югу от проспекта Бажана, вдоль планируемой Левобережной линии метро.

## История
До 1935 года — село под Киевом. Остатки села расположены возле Южного моста.

### Основание
Впервые упомянуто в документах 1070 года, когда киевский князь Всеволод Ярославич подарил село Осокорки Выдубицкому монастырю. Название происходит от осокорей, которые до сих пор растут возле местных озёр.

### Польско-литовский период
В середине XVI века между Выдубицким монастырём и Киево-Печерской лаврой шли конфликты из-за Осокорков, хотя польский король Сигизмунд III в 1539 году выдал грамоту, подтверждающую права Выдубицкого монастыря на владение этими землями. Происходили попытки размежевания земли.
На 1641 год осокорские земли считались собственностью Выдубицкого монастыря. Митрополит Пётр Могила, которому в то время был приписан и Выдубицкий монастырь, сдавал в аренду на три года своему слуге Константию Браминскому осокорские владения, за что последний ежегодно был обязан сдавать Выдубицкому монастырю по 10 копен зерна. В 1645 году Осокорки были повторно закреплены за Выдубицким монастырём.
Также в те времена в селе, напротив Лыбедской переправы через Днепр, что располагалась напротив устья речушки Лыбедь, существовала корчма, где продавали мёд, водку и пиво.

### Гетманщина
В 1720 году Киево-Печерская лавра добивалась от царя Петра I, чтобы село Осокорки было передано ей. Жалоба Выдубицкого монастыря привела к тому, что село было разделено на две части: бо́льшую, под названием «село Осокорки», отдали Лавре, а меньшую — «деревню Осокорки» — Выдубицкому монастырю.
С 1725 года в селе стояла церковь Иоанна Богослова. По состоянию на 1766 год в Осокорках жило 346 человек, имелось 42 двора. А в 1781 году насчитывалось уже 48 дворов, но всего 209 жителей.

### XIX век
В конце XVIII века Осокорки становятся казённых селом, то есть принадлежащим государству. В 1859 году здесь живут 739 человек (в 136 дворах). А в 1897 году - уже 1641 житель и 197 дворов.
В 1876 году Осокорки и соседнее село Позняки формировали одну парафию.
Киевский купец Могилевцев, С. С. открыл в 1894 году в Осокорках паровую лесопилку, а через 4 года здесь открыто земское начальное народное училище на 50-70 учеников.

### XX век

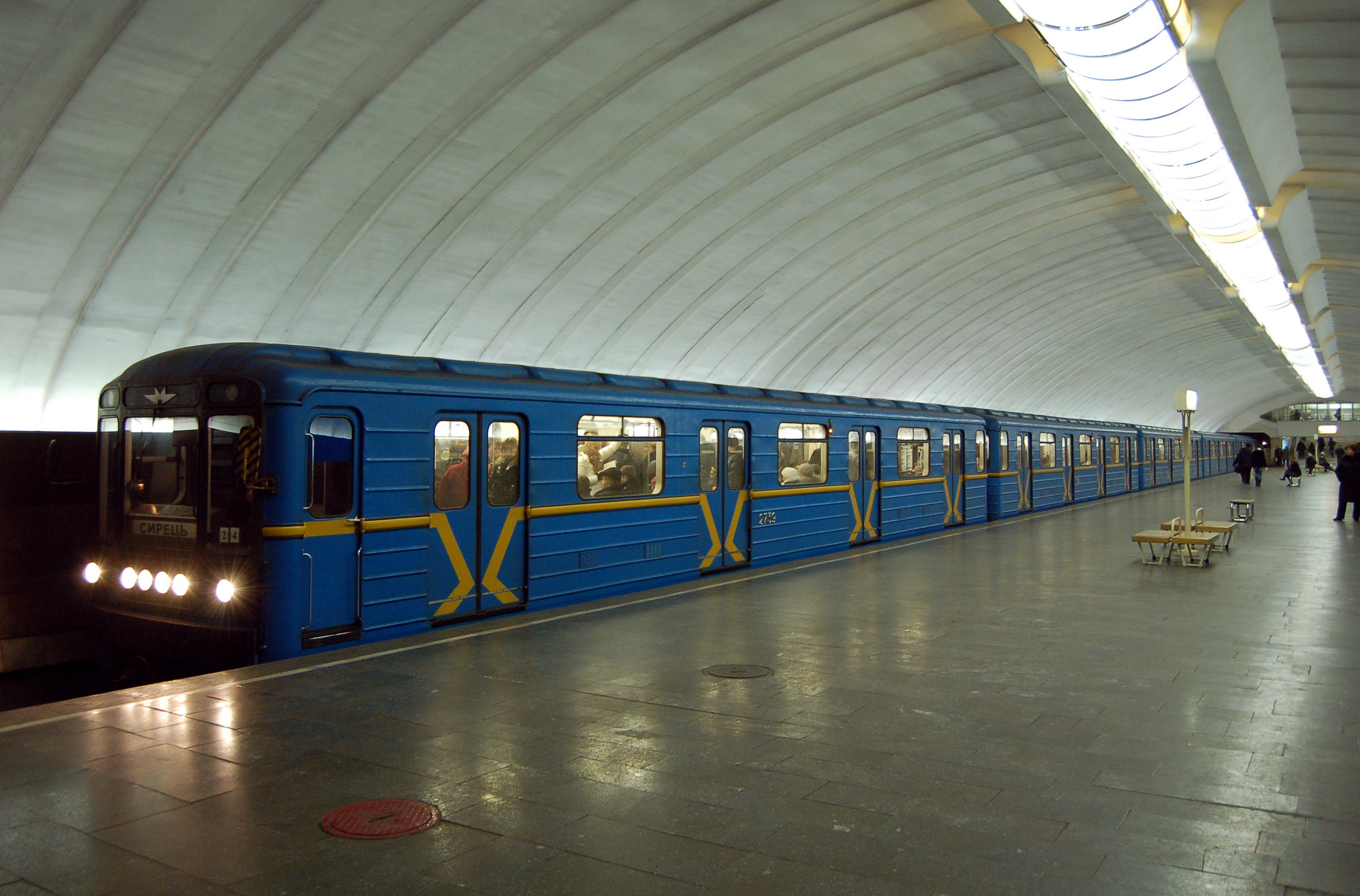
Станция метро «Осокорки», жилой массив Осокорки в Киеве.

До 1903 года Осокорки принадлежали Броварской, а потом — к Никольско-Слободской волости, а с 1903 до 1919 года входила в состав Остёрского уезда Черниговской губернии.
После окончания гражданской войны в 1925 году в Осокорках начинаются работы по электрификации села.
В 1931 году тут насчитывается 561 двор и 2176 жителей. Во время сильных паводков того же года село очень пострадало. Многие жители переехали на более высокие участки: Теличку и Красный Хутор. Через год в селе жило 2180 человек, из них во время Голодомора умерло 1100.
Постановлением Президиума Киевского Горсовета от 26 января 1935 года № 21/146 село Осокорки присоединено к городу Киеву и включено в состав Дарницкого района. У 1936—1941 годах на территории Осокорков шли работы по строительству части подземных туннелей под Днепром для стратегической железной подрусловой дороги.
К началу Великой Отечественной войны число жителей увеличилось до 2211 человек. В ходе битвы за Киев советские войска (165 стрелковая дивизия) оставили территорию села 20 сентября 1941 года. 29 сентября 1943 года Красная армия освободила Осокорки от нацистов. 120 жителей села погибли в ходе Великой Отечественной войны.
В 1984 году Указом Президиума Верховного Совета Украинской ССР от 18 июня 1984 года № 7148-Х «О преобразовании жилых массивов Дарницкого района города Киева „Осокорки“ и „Позняки“ в посёлок городского типа Осокорки», селу Осокорки присвоили статус поселка городского типа в пределах Дарницкого района Киева.
В 1985 году на территории Осокорков было начато строительство Южного моста и Сырецко-Печерской линии Киевского метрополитена. Множество приусадебных участков было снесено, а жители по большей части переселены на вновь построенный Харьковский массив.
В 1989 году Указом Президиума Верховного Совета Украинской ССР от 2 октября 1989 года № 8199-XI «О включении поселка городского типа Осокорки в пределы города Киева», посёлок упразднён, его территория непосредственна вошла в состав города.

## Инфраструктура
На исторической территории села Осокорки сейчас находится станция метро «Славутич». Другим важнейшим транспортным узлом является соседняя станция метро «Осокорки». По северной границе жилого массива проходит крупная автотранспортная магистраль — проспект Николая Бажана, — ведущая через Южный мост в центр Киева, а в другом направлении — на Борисполь.

## Галерея

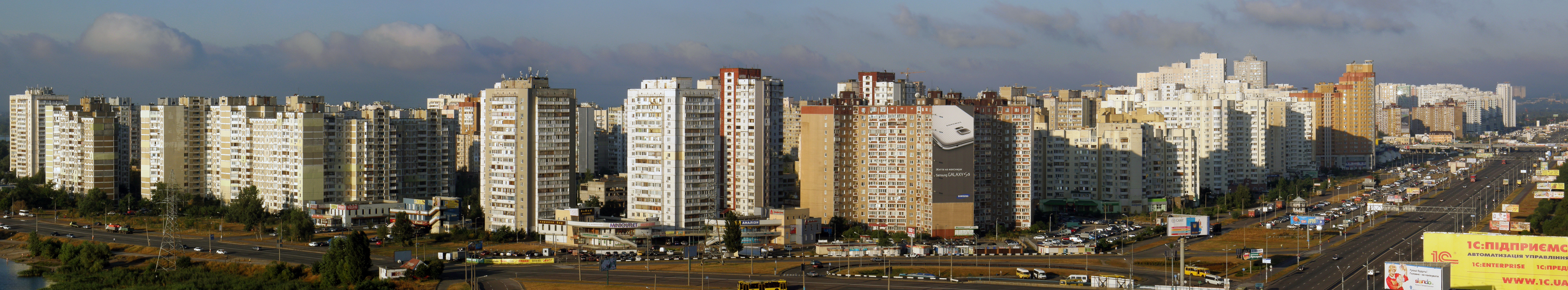
Вид на Осокорки с востока

Вид на Осокорки с севера

Вид на Осокорки с запада